# 約克站
約克站（英語：York railway station）是英國英格蘭北約克郡城市約克的一座铁路車站，位於東海岸主線上。雖然約克的城市規模不大，但由於約克車站位於愛丁堡和倫敦之間鐵路的一半里程處，因此是一座重要的交通樞紐。